# 水皮

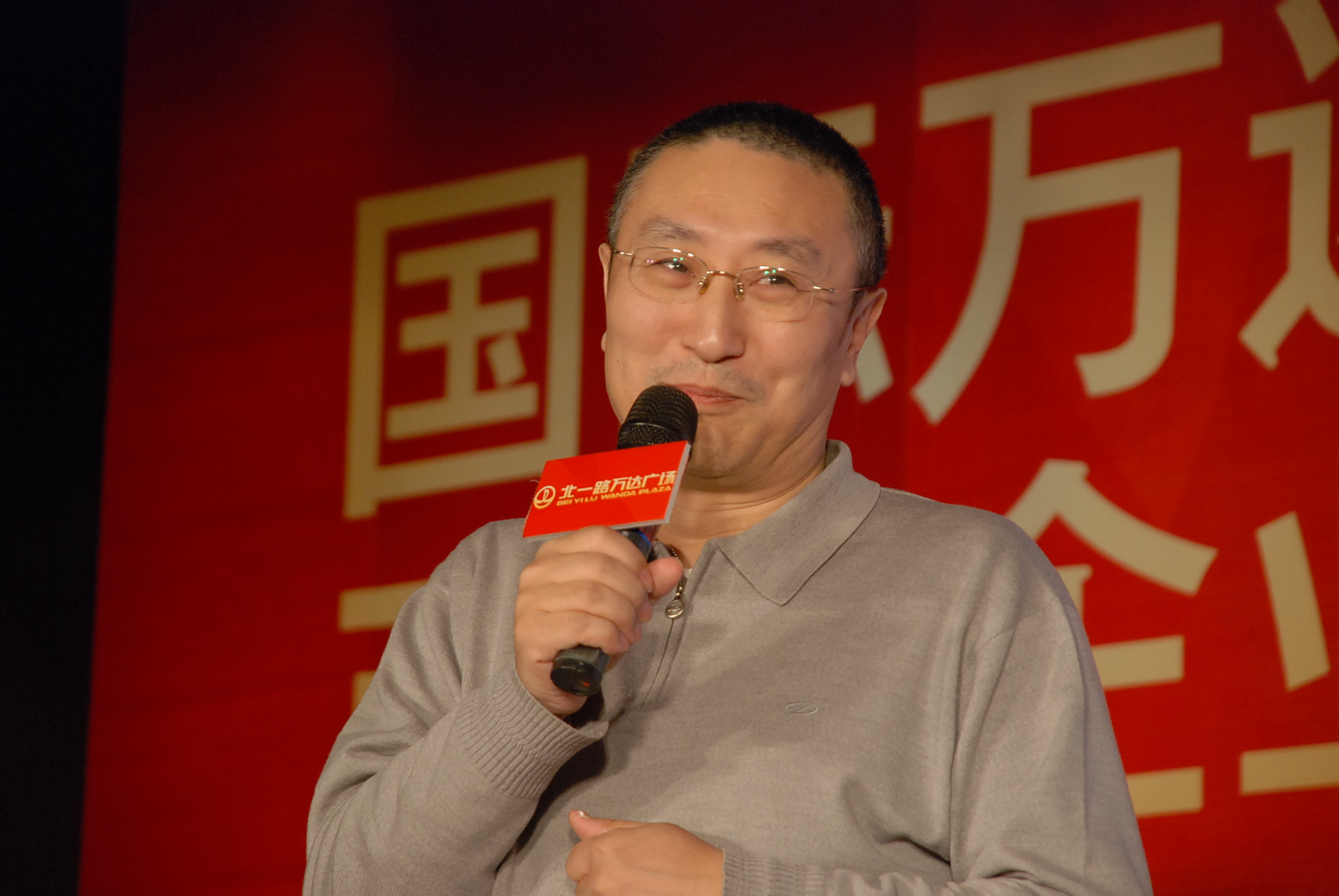
水皮

水皮（1964年—），原名吕平波，苏州人，著名财经评论家，1982年于复旦大学获得新闻系学士学位，1986年于中国社科院研究生院获得新闻系硕士学位，现任华夏时报总编辑、上市公司迪信通独立非执行董事、中央电视台和北京电视台特约评论员。著有财经评论专栏“水皮杂谈” 。